# Alessandro Carlotti
Alessandro Carlotti (Garda, 11 marzo 1809 – Verona, 3 novembre 1867) è stato un politico italiano.
È stato il primo sindaco della città di Verona del Regno d'italia.